# Valentin Goppel
Valentin Goppel est un photographe documentaire indépendant allemand, né le 22 mai 2000 à Ratisbonne.
Il est lauréat du World Report Award au Festival de photographie étique de Lodi, et du Leica Newcomer Oskar-Barnark Award en 2022.

## Biographie
Valentin Goppel est né le 22 mai 2000 à Ratisbonne en Allemagne. Son père Christoph Goppel, professeur de lycée, lui transmet sa passion pour la photographie.  
Après avoir obtenu le baccalauréat au Von-Müller-Gymnasiums en 2018, Valentin effectue un stage avec Florian Hammerich, un photographe local et expose ses premières photos,. À partir de 2019, il étudie le photojournalisme et la photographie documentaire à l’Université des sciences appliquées de Hanovre,. 
La même année il réalise, avec un appareil photographique argentique de moyen format, une première série documentaire, « Allá, en la pampa», sur l’absence de perspectives d’un groupe de jeunes qui vivent à Maria Susana une petite ville isolée d’Argentine, « au milieu de la pampa argentine, la quintessence de la solitude. Il n'y a rien à faire. Champs, vaches et pylônes électriques. ». Ce travail est récompensé en 2020 par le Vonovia Award für Fotogragrafie, et il obtient ses premières publications dans la presse.
En 2020, il documente les effets du confinement sur les jeunes de sa ville au cours de la pandémie de Covid-19, souhaitant ainsi « explorer l’impact de la pandémie sur sa propre génération – celle des jeunes adultes ayant encore tout à construire ».
Ces photos sont publiées par les hebdomadaires Die Zeit et Der Spiegel. Ce travail intitulé « Between the Years », est récompensé en 2022 par le Leica Newcomer Oskar-Barnark Award et le World Report Award du Festival de photographie étique de Lodi.

## Expositions
Liste non exhaustive
- 2020 : « Allá, en la pampa», Palais Thon-Dittmer, Ratisbonne[1]
- 2022 : « Zwischen den Jahren », Neuen Kunstverein, Regensburg[10]
- 2022 : « A cavallo tra gli anni », Festival della Fotografia Etica, Palazzo Barni, Lodi[11]
- 2022 : « Between the Years », Ernst Leitz Museum, Wetzlar[7]

## Prix et récompenses
Liste non exhaustive 
- 2020 : Jugendfotopreis der Oberpfalz, pour sa série « Allá, en la pampa»[1]
- 2020 : Vonovia Award für Fotogragrafie, « Beste Nachwunscharbeit » pour sa série « Allá, en la pampa»[6],[12]
- 2022 : World Report Award, Student category, Festival della Fotografia Etica, Lodi[13],[9]
- 2022 : VGH Fotopreis[2],[4]
- 2022 : Leica Newcomer Oskar-Barnark Award pour sa série « Between the Years »[7],[14]